# جوزيف باري
جوزيف باري (بالإنجليزية: Joseph Barry)‏ هو شخصية أعمال أمريكي، ولد في 1940 في نيوجيرسي في الولايات المتحدة.